# Belemnia dubia
Belemnia dubia är en fjärilsart som beskrevs av Kirby 1902. Belemnia dubia ingår i släktet Belemnia och familjen björnspinnare. Inga underarter finns listade i Catalogue of Life.